# Дас Ларанжейрас
Эштадиу Мануэл Шварц, известен под названием Эштадиу дас Ларанжейрас — футбольный стадион в Рио-де-Жанейро (Бразилия). Стадион вмещает 2000 зрителей. Он был построен в 1905 году и является одним из старейших стадионов Бразилии. Стадион принадлежит футбольному клубу «Флуминенсе».

## История
«Флуминенсе» приобрел участок на улице Гуанабара (в настоящее время называется улицей Пиньейру Машаду) в 1902 году. Трибуны стадиона были построены в 1905 году, а его максимальная вместимость составляла 5000 человек.
Сборная Бразилии по футболу провела свой первый матч в 1914 году на стадионе «Ларанжейрас» против «Эксетер Сити» из Англии. Матч завершился со счётом 2:0 в пользу сборной Бразилии.

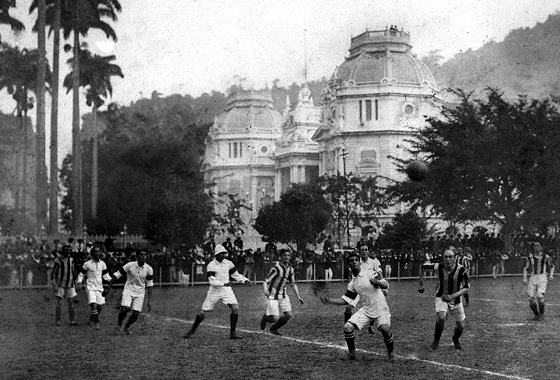
Первый в истории матч сборной Бразилии (против «Эксетер Сити») прошёл на «Дас Ларанжейрас» в 1914 году.

Стадион был отремонтирован в 1919 году, его вместимость была расширена до 19 000 человек. Первый матч после реконструкции был сыгран 11 мая, сборная Бразилии одолела сборную Чили со счётом 6:0. Первый гол на стадионе после повторного открытия был забит бразильцем Артуром Фриденрайхом. В том же году в Бразилии состоялся чемпионат Южной Америки, все матчи соревнований прошли на этом стадионе. Бразилия выиграла это соревнование, которое стало первым титулом «селесан». Стадион был снова расширен в 1922 году для проведения чемпионата Южной Америки 1922 года, его максимальная вместимость была расширена до 25 000 человек. Вместимость была уменьшена до 8000 человек в 1961 году после сноса части трибуны из-за строительства виадука на улице Пиньейру Машаду.
Рекорд посещаемости стадиона составляет 25 718 человек. Он установлен 14 июня 1925 года, когда «Флуминенсе» победил «Фламенго» 3:1.
20 июля 2014 года «Эксетер Сити» сыграл вничью со счетом 0:0 против молодёжной команды «Флуминенсе» в матче, посвящённом 100-летию первой игры в Бразилии. На трибунах было около 600 фанатов, 170 были фанатами «Эксетера».